# Правий берег Молочного лиману (Мирне)
Правий берег Молочного лиману — ботанічний заказник місцевого значення. Об'єкт розташований на території Якимівського району Запорізької області, село Мирне.
Площа — 5 га, статус отриманий у 1980 році.
Статус надано з метою охорони місць зростання лікарських рослин. На підвищеному березі лиману зростають чебрець та гірчак.
Входить до складу національного природного парку «Приазовський».